# Pistacia eurycarpa
Pistacia eurycarpa là một loài thực vật có hoa trong họ Đào lộn hột. Loài này được Yaltirik miêu tả khoa học đầu tiên.